# Флаг сельского поселения Струпненское
Флаг муниципального образования сельское поселение Струпне́нское Зарайского муниципального района Московской области Российской Федерации — опознавательно-правовой знак, служащий официальным символом муниципального образования.
Флаг утверждён 20 мая 2009 года и внесён в Государственный геральдический регистр Российской Федерации с присвоением регистрационного номера 4966.

## Описание
«Прямоугольное красное полотнище с отношением ширины к длине 2:3, несущее вдоль верхнего и нижнего краёв полосы голубого и зелёного цветов соответственно (каждая шириной в 1/6 ширины полотнища), и по центру полотнища — жёлтое изображение хоругви над тремя снопами, отчасти расположенных на фоне полос».

## Обоснование символики
Флаг сельского поселения Струпненское Зарайского района Московской области составлен на основе герба сельского поселения по правилам и соответствующим традициям вексиллологии и отражает исторические, культурные, социально-экономические, национальные и иные местные традиции.
На флаге Струпненского сельского поселения отражён факт образования поселения из трёх бывших сельских округов (Алфёровского, Журавенского и Струпненского) аллегорично представленных на флаге тремя снопами. Сноп — символ единства, сплочённости, урожая.
Хоругвь на флаге сельского поселения Струпненское — подобна такой же фигуре из герба рода Достоевских, дополняя его новым содержанием. Одной из достопримечательностей сельского поселения Струпненское является пребывание в сельце Даровое (в настоящее время деревня в составе поселения) великого русского писателя Фёдора Михайловича Достоевского. В 1831 году отец писателя купил это сельцо и соседнюю деревню Черемошню. В этом родовом поместье семья Достоевских проводила летнее время. Фёдор Михайлович жил здесь с 1832 по 1838 год и приезжал сюда в 1877 году. Даровое — начало пути писателя в жизнь, в литературу, тут он встретился с новым для себя миром — крестьянской Россией, что впоследствии нашло отражение во многих литературных произведениях. Символика хоругви (знамени) многозначна: символ единения, духовности, чести, залога победы и величия. Символика числа 3 включает в себя такие понятия как триединство (Троица — Бог Отец, Бог Сын и Бог Дух), триада мира (Небо — Земля — Человек), три степени посвящения (ученик, подмастерье, мастер) и многое другое.
Красный (в смысле красивый) цвет символизирует красоту здешних мест, а также — символ труда, жизнеутверждающей силы и красоты, праздника.
Голубой цвет (лазурь) — символ возвышенных устремлений, искренности, преданности, возрождения.
Зелёный цвет отражает сельскохозяйственную направленность жизнедеятельности поселения и символизирует весну, здоровье, природу, надежду.
Жёлтый цвет (золото) — символ высшей ценности, величия, великодушия, богатства, урожая.